# 克里斯蒂安·卡伦
克里斯蒂安·卡伦（英語：Christian Cullen，1976年2月12日—），新西兰男子橄榄球运动员。他曾代表新西兰七人制国家队参加1998年英联邦运动会七人制橄榄球比赛，获得一枚金牌。